# Аполлон в кузнице Вулкана (картина Веласкеса)
«Аполлон в кузнице Вулкана» (исп. Apolo en la Fragua de Vulcano; также иногда употребляется название «Кузница Вулкана») — картина испанского живописца, крупнейшего представителя мадридской школы времён золотого века испанской живописи Диего Веласкеса. Создана в 1630 году; с 1819 года находится в коллекции Национального музея Прадо в Мадриде.

## История
По сообщениям Антонио Паломино картина была написана Веласкесом самостоятельно во время его первой поездки в Италию к 1630 году одновременно с «Туникой Иосифа» и находилась у него вплоть до 1634 года, когда её выкупил король Испании Филипп IV для украшения дворца «Буэн-Ретиро». После разрушения дворца французами с 1819 года находится в коллекции Национального музея Прадо в Мадриде.

## Сюжет
Сюжет для «Кузницы Вулкана» позаимствован Веласкесом в «Метаморфозах» Овидия. На пороге мастерской Вулкана появляется Аполлон. Покровитель огня и кузнечного ремесла смотрит исподлобья на сияющего бога света: тот принёс ему весть о том, что его жена Венера, забыв о супружеских обетах, прелюбодействовала с богом войны Марсом. Помощники Вулкана, вместе с которыми он ковал доспехи и оружие для богов, раскрыли рты от удивления. 

## Описание
Интерес Веласкеса к обнажённой натуре появляется уже по приезде его в Мадрид в 1623 году, хотя её появление в работах усилилось после его первого визита в Италию в 1629—1631 годах. Во время итальянского путешествия он испытал влияние венецианской живописи, что проявляется в использовании цвета, например, в отличительной оранжевой тунике Аполлона. Будучи после поездки в Рим под влиянием Микеланджело, он создал чрезвычайно крупные и сильные фигуры Вулкана и окружающих его подмастерьев — их тела имеют атлетические сложения, демонстрируя всю свою силу.
С другой стороны, Веласкес всегда был одержим стремлением достичь глубины в своих работах. Он начал использовать так называемое «пространственное сращивание» — ставить одни фигуры перед другими так, чтобы в сознании зрителя возникло ощущение глубины. Как и во многих работах испанца, визуальные качества предметов (в основном металлических: доспехов, наковальни, молотов и раскалённого железа), которые появляются на картине, доведены до крайнего фотографического реализма. В правом верхнем углу, на полке можно увидеть различные предметы, которые своей комбинацией образуют натюрморт, что характерно для ранних работ Веласкеса.
В отличие от работ итальянских мастеров, персонажи Веласкеса не идеализированы и показаны обычными людьми. Вулкан довольно уродлив, а лицо Аполлона, несмотря на то, что оно окружено аурой, также не идеально.